# Come (альбом Прінса)
Come — п'ятнадцятий студійний альбом американського співака та композитора Прінса, випущений 16 серпня 1994 року на лейблі Warner Bros. Records. На момент випуску альбому Прінс був у конфліктній ситуації зі своїм лейблом, Warner Bros. Records.
Це останній альбом музиканта, який він випустив під власним ім'ям. Після цього він став використовувати «невимовний симол» у якості ніку до кінця контракту зі своїм лейблом.
Альбом зайняв 15 сходинку в Billboard 200 та став золотим.

## Список композицій
| #   | Назва       | Тривалість |
| --- | ----------- | ---------- |
| 1.  | «Come»      | 11:13      |
| 2.  | «Space»     | 4:28       |
| 3.  | «Pheromone» | 5:08       |
| 4.  | «Loose!»    | 3:26       |
| 5.  | «Papa»      | 2:48       |
| 6.  | «Race»      | 4:28       |
| 7.  | «Dark»      | 6:10       |
| 8.  | «Solo»      | 3:48       |
| 9.  | «Letitgo»   | 5:32       |
| 10. | «Orgasm»    | 1:39       |

## Чарти

### Щотижневі чарти
| Чарт (1994)                                          | Найвища позиція |
| ---------------------------------------------------- | --------------- |
| Австралія Australian Albums (ARIA)                   | 2               |
| Австрія Austrian Albums (Ö3 Austria)                 | 4               |
| Нідерланди Dutch Albums (MegaCharts)                 | 4               |
| Finnish Albums (Suomen virallinen lista)             | 8               |
| Німеччина German Albums (Offizielle Top 100)         | 9               |
| Нова Зеландія New Zealand Albums (Recorded Music NZ) | 16              |
| Норвегія Norwegian Albums (VG-lista)                 | 7               |
| Spanish Albums (AFYVE)                               | 7               |
| Швеція Swedish Albums (Sverigetopplistan)            | 7               |
| Швейцарія Swiss Albums (Schweizer Hitparade)         | 4               |
| Велика Британія UK Albums (OCC)                      | 1               |
| США Billboard 200                                    | 15              |
| США Top R&B/Hip-Hop Albums (Billboard)               | 2               |

| Чарт (2023)                                | Найвища позиція |
| ------------------------------------------ | --------------- |
| Бельгія Belgian Albums (Ultratop Wallonia) | 167             |

### Чарти на кінець року
| Чарт (1994)                           | Позиція |
| ------------------------------------- | ------- |
| Dutch Albums (Album Top 100)          | 97      |
| US Top R&B/Hip-Hop Albums (Billboard) | 97      |

## Сертифікації
| Регіон                                                                                          | Сертифікація | Продажі  |
| ----------------------------------------------------------------------------------------------- | ------------ | -------- |
| Франція (SNEP)                                                                                  | Золотий      | 100 000* |
| Іспанія (PROMUSICAE)                                                                            | Золотий      | 50 000^  |
| Велика Британія (BPI)                                                                           | Золотий      | 100 000^ |
| США (RIAA)                                                                                      | Золотий      | 500 000^ |
| *продажі, що базуються лише на сертифікаціях ^відвантаження, що базуються лише на сертифікаціях |              |          |